# Mesotype diluta
Mesotype diluta là một loài bướm đêm trong họ Geometridae.